# Elio De Angelis
Elio De Angelis (Roma, 26 marzo 1958 – Marsiglia, 15 maggio 1986) è stato un pilota automobilistico italiano.
Campione nazionale di Formula 3 nel 1977, debuttò due anni dopo in Formula 1 nel Gran Premio d'Argentina, con la Shadow. Nel 1980 passò alla Lotus, con la quale ottenne le uniche sue vittorie, al Gran Premio d'Austria 1982 e al Gran Premio di San Marino 1985.
Dopo 6 stagioni con la Lotus, con la quale arrivò 10 volte sul podio ed ottenne 3 pole position, passò alla Brabham. Morì a Marsiglia il 15 maggio 1986 per le conseguenze di un grave incidente occorsogli il giorno precedente, durante una sessione di prove private sul circuito Paul Ricard a Le Castellet.

## Carriera

### Gli inizi nei kart e nelle formule minori
Appassionato di motori fin dall'infanzia, a 14 anni cominciò a guidare i kart. Visti i brillanti risultati conseguiti, tra cui la vittoria del titolo europeo nel 1976, la famiglia decise di fargli continuare la carriera da pilota e il padre, ricco costruttore e campione di motonautica, gli regalò una Chevron con cui poté correre in Formula 3, ma non ricevette più alcun finanziamento dai genitori.
Nel 1977 De Angelis vinse il campionato italiano di categoria e l'anno seguente passò in Formula 2, in cui non ottenne però grandi risultati, e vinse il Gran Premio di Monaco di Formula 3. Questo successo gli valse l'interessamento di varie scuderie, tra cui Brabham e Tyrrell. Fu proprio quest'ultima ad offrirgli un contratto per la stagione seguente, ma improvvisamente Ken Tyrrell si tirò indietro. Il pilota fece quindi causa alla scuderia, che perse, ma i soldi ottenuti non furono sufficienti a De Angelis nemmeno per pagarsi le spese legali. La Ferrari si mostrò interessata ed Enzo Ferrari invitò il romano a Maranello; al termine dell'incontro, lo inserì nel programma giovani, offrendogli un posto in Minardi in Formula 2.

### Formula 1

#### L'arrivo in Formula 1 e i primi anni alla Lotus
Grazie alla Shadow, De Angelis riuscì a debuttare in Formula 1 nella stagione 1979. Il contratto prevedeva però che dovesse pagare 25000 dollari ogni Gran Premio per assicurarsi il posto di pilota. Si procurò da solo il denaro contattando vari sponsor, e poté disputare l'intera stagione. Durante l'annata arrivò settimo due volte; nel Gran Premio degli Stati Uniti d'America-Est conquistò un quarto posto. Per le sue ottime prestazioni, il patron della Lotus, Colin Chapman, a fine anno lo convocò per un provino, al termine del quale fu assunto. Poiché il pilota romano aveva un contratto di tre anni con la Shadow, il costruttore inglese dovette versare una gravosa penale per liberarlo, e per il primo anno non gli versò alcuno stipendio.

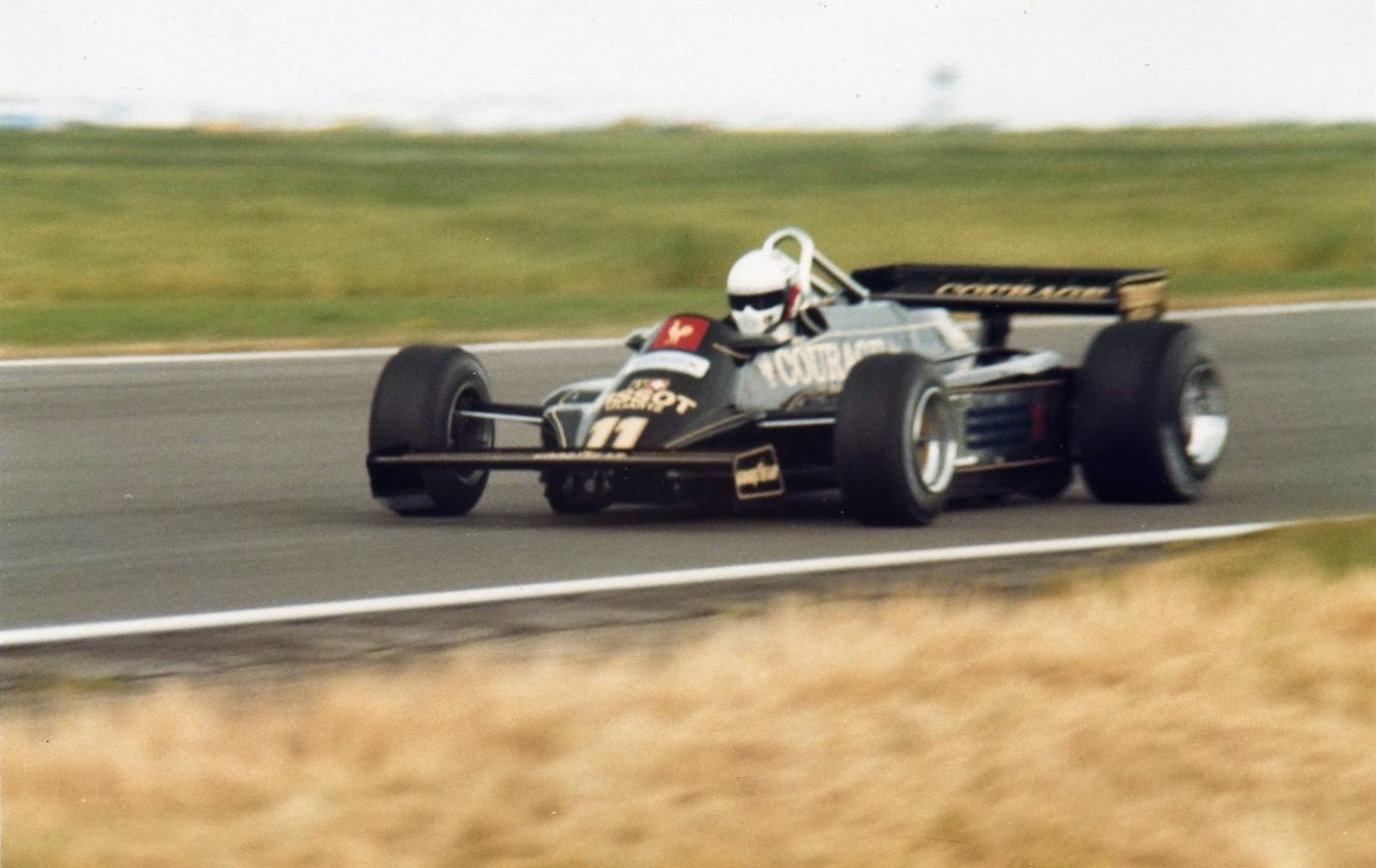
Elio De Angelis a Silverstone nel 1981

Arrivato nel Team Lotus nel 1980 con un contratto da secondo pilota, vi rimase sei stagioni. Durante il primo anno si mise in luce nel corso della seconda gara di campionato, il Gran Premio del Brasile, giungendo alle spalle di René Arnoux e, a 21 anni, mancò di poco il record per il più giovane vincitore di tutti i tempi in un Gran Premio di Formula 1. Durante la prima parte del campionato non ci furono altre prestazioni degne di nota, poiché la macchina evidenziò problemi di trazione e di telaio. Solo verso la fine della stagione De Angelis riuscì a conquistare altri punti, chiudendo settimo in classifica piloti e battendo il compagno di squadra, un demotivato Mario Andretti.
L'inizio della stagione 1981 vide il Team Lotus in difficoltà: la FIA aveva dichiarato illegale la Lotus 88 e David Thieme, proprietario della Essex, società di compravendita di petrolio greggio e principale sponsor della scuderia, era stato arrestato. De Angelis ottenne comunque punti in due delle prime tre gare, poi fu costretto a saltare il Gran Premio di San Marino, boicottato dalla sua scuderia per protesta nei confronti della Federazione contro la non ammissione della 88, con grande amarezza da parte di De Angelis, il quale dichiarò successivamente che, viste le condizioni del tracciato, anche con la vettura dell'anno precedente avrebbe potuto ottenere un buon risultato. A partire dal Gran Premio di Monaco poté disporre della nuova vettura, la Lotus 87. Al successivo appuntamento mondiale giunse quinto, a meno di un secondo e mezzo dal vincitore. Nelle successive gare si mantenne sempre tra i primi, senza mai riuscire a salire sul podio. A fine stagione risultò ottavo con quattordici punti, battendo il suo nuovo compagno di squadra, l'inglese Nigel Mansell.
Durante la pausa invernale circolò voce di un suo passaggio all'Alfa Romeo, con cui effettivamente il pilota romano aveva già firmato un contratto, ma alla fine rimase alla Lotus: le penali da pagare sarebbero state troppo elevate per la casa italiana.

#### La prima vittoria e gli anni dopo Chapman

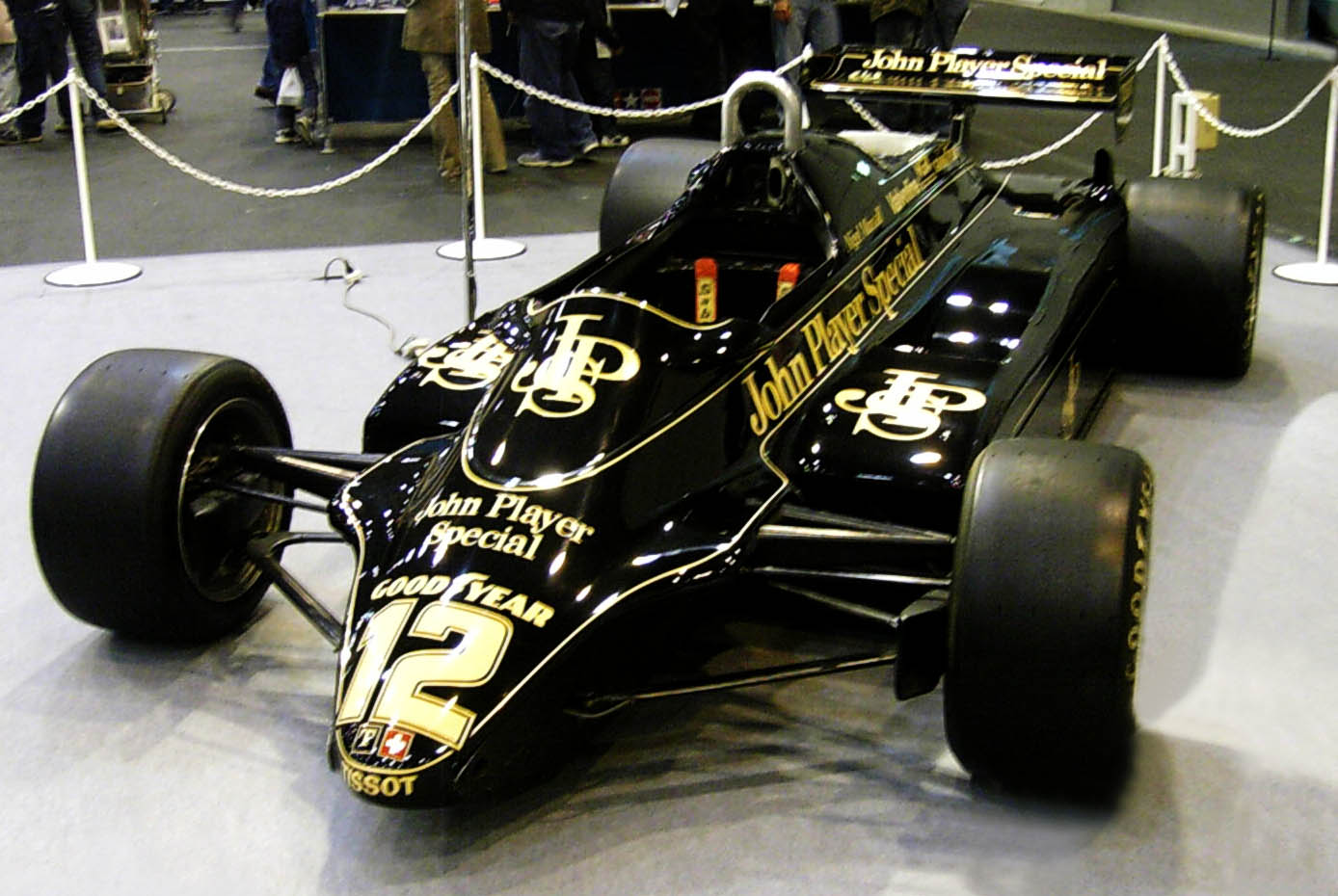
La Lotus 91, vettura con la quale il team britannico disputò la stagione 1982.

Dopo aver disputato la prima gara della stagione 1982 con una vecchia Lotus 87 modificata, a partire dal Gran Premio del Brasile De Angelis poté disporre della nuova Lotus 91. Dopo aver conquistato vari punti durante la stagione, ottenne la prima vittoria in carriera al Gran Premio d'Austria, all'Österreichring: a cinque giri dalla fine si ritrovò in testa e a un giro dal termine aveva oltre un secondo e mezzo di vantaggio su Keke Rosberg, ma, a causa di un errore in un cambio di una marcia, il finlandese riuscì a recuperare lo svantaggio.
(Elio de Angelis, in un'intervista su Autosprint n.33/1982)
I due giunsero appaiati al traguardo, distanziati di appena 5 centesimi. Questa fu anche l'ultima vittoria della Lotus alla quale assisté Colin Chapman, che sarebbe venuto a mancare nel dicembre di quell'anno. Dopo questo successo Elio ottenne un sesto posto in Svizzera, prima di chiudere il campionato nono, a ventiquattro punti.
Nella stagione 1983, la Lotus visse un'annata di transizione. Dopo la morte di Chapman, il comando della scuderia fu assunto da Peter Warr. A differenza del costruttore inglese, che considerava il pilota italiano come un figlio, De Angelis non ebbe mai un buon rapporto con Warr. Inoltre il progetto della nuova vettura, la Lotus 93T, partì molto in ritardo e lo stesso pilota definì più volte inguidabile la monoposto. Il team inglese era passato agli pneumatici Pirelli e aveva concluso con la Renault un contratto di fornitura per motori turbo. La prima parte del campionato fu un calvario per De Angelis, che giunse al traguardo una volta sola. Con l'arrivo del progettista Gérard Ducarouge la situazione migliorò: in cinque settimane il francese mise a disposizione dei piloti la nuova 94T e, dopo aver ottenuto i primi punti a Monza, De Angelis conquistò la sua prima pole position al Gran Premio d'Europa; in gara fu coinvolto in un incidente e fu costretto a ritirarsi. Chiuse quindi la stagione con soli due punti; meglio fece il compagno di squadra Mansell, che almeno riuscì a salire una volta sul podio.

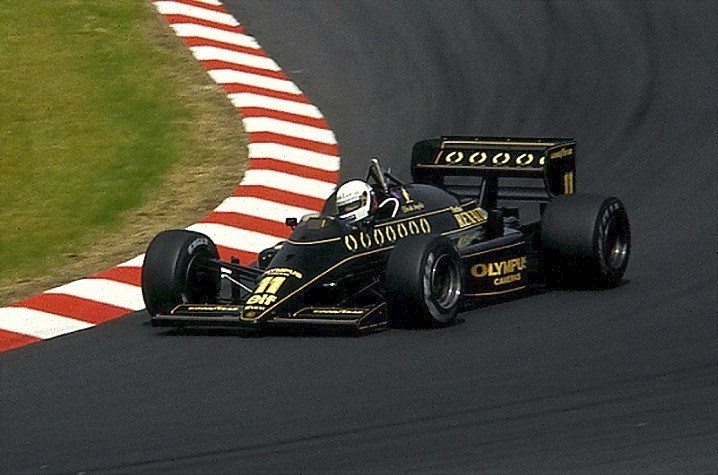
De Angelis al Gran Premio di Germania 1985 con la sua Lotus.

Durante i test invernali relativi al Campionato Mondiale 1984, De Angelis ottenne ottimi tempi, soprattutto sul circuito Paul Ricard, mentre ebbe difficoltà a Kyalami, dove le elevate temperature crearono problemi al motore. La stagione 1984 iniziò positivamente per De Angelis, che alla prima gara conquistò la pole position e giunse terzo. Nei successivi Gran Premi ottenne qualche piazzamento e a San Marino tornò sul podio, nonostante avesse rischiato di non tagliare il traguardo a causa del serbatoio quasi vuoto. Ottenne poi un secondo posto, suo migliore risultato in una stagione dominata dalle McLaren, al Gran Premio degli Stati Uniti, seguito da un altro podio a Dallas. In estate, il pilota rinnovò il contratto con il team inglese per un altro anno, nonostante voci di un suo passaggio alla Renault, visto anche il suo crescente aumento di popolarità in Francia. Staccato di appena sei punti dalla vetta dopo il Gran Premio di Gran Bretagna, nel finale di stagione non andò oltre due piazzamenti a punti, ma fu sufficiente per concludere terzo nel campionato piloti dietro a Niki Lauda ed Alain Prost.
La stagione 1985 iniziò molto bene: dopo un podio ottenuto alla prima gara e un quarto posto in Portogallo, De Angelis conquistò a San Marino la sua seconda e ultima vittoria, propiziata anche dalla squalifica di Alain Prost, per una vettura risultata sottopeso di due chili alle verifiche. Il pilota italiano si trovò quindi in testa alla classifica del campionato mondiale, risultato che mantenne fino al Gran Premio del Canada, dove aveva ottenuto la pole position, quando venne scalzato da Michele Alboreto. Nella seconda parte della stagione non andò oltre una serie di quinti posti. All'ultima gara della stagione fu squalificato per aver preso il via in maniera irregolare: dopo aver fatto spegnere il motore all'avvio del giro di ricognizione, De Angelis era partito dalla decima posizione invece di retrocedere in fondo al gruppo. Chiuse infine il campionato al quinto posto con trentatré punti ottenuti. A settembre, poi, vinse il Trofeo Riccardo Paletti per essere riuscito a classificarsi primo tra gli italiani sulla linea di partenza al Gran Premio d'Italia. De Angelis lasciò la Lotus a fine stagione, quando divenne chiaro che la squadra si sarebbe concentrata sul suo compagno di squadra Ayrton Senna, con cui non era mai stato in buoni rapporti, e per il deteriorarsi dei rapporti con Peter Warr che nutriva verso il suo stesso pilota un profondo e non celato odio come per il resto di tutti gli italiani, colpevoli a suo dire delle numerose vittime tra le file dell’esercito britannico durante la Seconda Guerra Mondiale. Nel 1986, De Angelis passò al team Brabham, come sostituto del due volte Campione del Mondo Nelson Piquet.

#### Il passaggio alla Brabham

De Angelis al volante della Brabham BT55 nel 1986

Arrivato alla Brabham per la nuova stagione, trovò come compagno di squadra Riccardo Patrese, con cui fino a quel momento non aveva avuto un buon rapporto, ma in seguito instaurò con lui una sincera amicizia. La vettura, però, era un'automobile totalmente nuova e talmente bassa da essere soprannominata "sogliola": questa tuttavia si rivelò poco competitiva e non riuscì a riportare la squadra ai livelli dei primi anni ottanta. Nei primi Gran Premi non andò oltre l'ottavo posto in Brasile e fu costretto a partire ultimo a Monaco. Ciononostante, De Angelis lavorò duramente per contribuire agli sviluppi della macchina. Il pilota, però, era sempre più deluso dalla BT55, ritenendola inoltre poco sicura.

#### L'incidente mortale
Durante una serie di prove sul circuito francese "Paul Ricard" a Le Castellet, l'alettone posteriore della BT55 si staccò mentre De Angelis procedeva ad alta velocità, facendo perdere stabilità al retrotreno della vettura, che, dopo diversi cappottamenti, finì contro una barriera e prese fuoco. Diversi piloti, tra cui Alan Jones e Nigel Mansell, si fermarono a prestare soccorso e Alain Prost cercò di estrarre il romano dall'abitacolo nonostante le fiamme, senza riuscirvi.
Soltanto dopo diversi minuti i commissari e alcuni meccanici, giunti a piedi dai box e privi di tuta ignifuga, riuscirono a tirare fuori De Angelis dall'abitacolo. L'elicottero d'emergenza arrivò oltre 30 minuti dopo; poiché era una sessione di test privati, i proprietari del circuito non erano tenuti allo stesso dispiegamento di mezzi di soccorso richiesto per i Gran Premi. I piloti fecero notare alla Federazione le mancanze e in seguito la FIA impose anche per i test i medesimi standard di sicurezza delle gare.
L'impatto non uccise il pilota, ma provocò gravi danni alla testa e il distacco della colonna vertebrale, oltre alla frattura della clavicola e alcune bruciature; De Angelis morì a causa dell'asfissia provocata dal fumo dell'incendio, essendo rimasto intrappolato nell'abitacolo per sette minuti, anche a causa della mancata prontezza dei soccorsi e dell'assenza dei vigili del fuoco. Trasportato all'ospedale di Marsiglia, vi spirò il giorno dopo. Le spoglie del pilota riposano nel cimitero del Verano a Roma.
La sua morte fu accolta con grande commozione, non solo nel mondo della Formula 1; Diego Armando Maradona, amico del pilota romano, espresse pubblicamente il suo dolore. I piloti si riunirono pochi giorni dopo in un'assemblea straordinaria e minacciarono di non partecipare al successivo Gran Premio del Belgio se non fossero state adottate norme per migliorare la sicurezza. René Arnoux criticò aspramente la FIA. De Angelis fu l'ultimo pilota a morire in una macchina di F1 fino alla scomparsa otto anni più tardi di Roland Ratzenberger e Ayrton Senna nel Gran Premio di San Marino del 1994. I colori e i disegni del suo casco sono stati ripresi da Jean Alesi, che ha voluto in questo modo rendere omaggio alla sua memoria.

#### Risultati in Formula 1
| 1979 | Scuderia | Vettura |   |    |     |   |     |     |    |    |    |    |     |     |     |     |   |  |  | Punti | Pos. |
| ---- | -------- | ------- | - | -- | --- | - | --- | --- | -- | -- | -- | -- | --- | --- | --- | --- | - |  |  | ----- | ---- |
| 1979 | Shadow   | DN9     | 7 | 12 | Rit | 7 | Rit | Rit | NQ | 16 | 12 | 11 | Rit | Rit | Rit | Rit | 4 |  |  | 3     | 15º  |

| 1980 | Scuderia | Vettura |     |   |     |     |    |   |     |     |    |   |     |   |    |   |  |  |  | Punti | Pos. |
| ---- | -------- | ------- | --- | - | --- | --- | -- | - | --- | --- | -- | - | --- | - | -- | - |  |  |  | ----- | ---- |
| 1980 | Lotus    | 81      | Rit | 2 | Rit | Rit | 10 | 9 | Rit | Rit | 16 | 6 | Rit | 4 | 10 | 4 |  |  |  | 13    | 7º   |

| 1981 | Scuderia | Vettura |     |   |   |    |   |     |   |   |     |   |   |   |   |   |     |  |  | Punti | Pos. |
| ---- | -------- | ------- | --- | - | - | -- | - | --- | - | - | --- | - | - | - | - | - | --- |  |  | ----- | ---- |
| 1981 | Lotus    | 81B 87  | Rit | 5 | 6 | NP | 5 | Rit | 5 | 6 | Rit | 7 | 7 | 5 | 4 | 6 | Rit |  |  | 14    | 8º   |

| 1982 | Scuderia | Vettura |   |     |   |    |   |   |     |   |     |   |     |     |   |   |     |     |  | Punti | Pos. |
| ---- | -------- | ------- | - | --- | - | -- | - | - | --- | - | --- | - | --- | --- | - | - | --- | --- |  | ----- | ---- |
| 1982 | Lotus    | 87B 91  | 8 | Rit | 5 | NP | 4 | 5 | Rit | 4 | Rit | 4 | Rit | Rit | 1 | 6 | Rit | Rit |  | 24    | 9º   |

| 1983 | Scuderia | Vettura    |    |     |     |     |     |   |     |     |     |     |     |     |   |     |     |  |  | Punti | Pos. |
| ---- | -------- | ---------- | -- | --- | --- | --- | --- | - | --- | --- | --- | --- | --- | --- | - | --- | --- |  |  | ----- | ---- |
| 1983 | Lotus    | 91 93T 94T | SQ | Rit | Rit | Rit | Rit | 9 | Rit | Rit | Rit | Rit | Rit | Rit | 5 | Rit | Rit |  |  | 2     | 17º  |

| 1984 | Scuderia | Vettura |   |   |   |   |   |   |   |   |   |   |     |     |   |     |     |   |  | Punti | Pos. |
| ---- | -------- | ------- | - | - | - | - | - | - | - | - | - | - | --- | --- | - | --- | --- | - |  | ----- | ---- |
| 1984 | Lotus    | 95T     | 3 | 7 | 5 | 3 | 5 | 5 | 4 | 2 | 3 | 4 | Rit | Rit | 4 | Rit | Rit | 5 |  | 34    | 3º   |

| 1985 | Scuderia | Vettura |   |   |   |   |   |   |   |    |     |   |   |   |     |   |     |    |  | Punti | Pos. |
| ---- | -------- | ------- | - | - | - | - | - | - | - | -- | --- | - | - | - | --- | - | --- | -- |  | ----- | ---- |
| 1985 | Lotus    | 97T     | 3 | 4 | 1 | 3 | 5 | 5 | 5 | NC | Rit | 5 | 5 | 6 | Rit | 5 | Rit | SQ |  | 33    | 5º   |

| 1986 | Scuderia | Vettura |   |     |     |     |  |  |  |  |  |  |  |  |  |  |  |  |  | Punti | Pos. |
| ---- | -------- | ------- | - | --- | --- | --- |  |  |  |  |  |  |  |  |  |  |  |  |  | ----- | ---- |
| 1986 | Brabham  | BT55    | 8 | Rit | Rit | Rit |  |  |  |  |  |  |  |  |  |  |  |  |  | 0     |      |

| Legenda | 1º posto     | 2º posto | 3º posto    | A punti         | Senza punti/Non class.  | Grassetto – Pole position Corsivo – Giro più veloce |
| Legenda | Squalificato | Ritirato | Non partito | Non qualificato | Solo prove/Terzo pilota | Grassetto – Pole position Corsivo – Giro più veloce |

## Vita privata
Figlio del costruttore romano Giulio De Angelis, aveva altri due fratelli (Roberto e Andrea) che inizialmente presero parte con lui alle gare di kart e una sorella, Fabiana. Sviluppò sin da giovanissimo la passione per la musica, in particolare quella classica, e dichiarò durante un'intervista che se non avesse fatto il pilota, molto probabilmente sarebbe divenuto un compositore.
Appassionato di vari sport, in particolar modo jogging, tennis e calcio, tifoso romanista, prese parte ad alcune partite benefiche, di cui una a pochi giorni dalla morte. Era fidanzato con una modella tedesca, Ute Kittelberger. Pilota stimato dai colleghi, aveva ottimi rapporti in particolar modo con Nelson Piquet, Piercarlo Ghinzani e Keke Rosberg.